# Aloza
Aloza je aldoheksozni šećer. On je retki monosaharid koji je bio izolovan iz lišća Afričkog žbuna Protea rubropilosa. On je rastvoran u vodi, i nerastvoran u metanola.
Aloza je C-3 epimer glukoze.

## Literatura
- Robyt, John F. (1997). Essentials of Carbohydrate Chemistry (1. изд.). Springer. ISBN 978-0-387-94951-2.
- Lindhorst, Thisbe K. (2007). Essentials of Carbohydrate Chemistry and Biochemistry (1. изд.). Wiley-VCH. ISBN 978-3-527-31528-4.

## Spoljašnje veze
- Istraživački centar za retke šećere Архивирано на веб-сајту  (30. јануар 2021)